# もう一度逢いたくて
「もう一度逢いたくて」（英: When I See You Again）は、高橋洋子の4枚目のシングル。1992年6月3日にキティレコードから発売された。

## 概要
- キティレコードから発売の3枚目のシングル。
- 1992年に放送されたドラマ『悪女』の挿入歌である[3]。
- カップリングの「P.S. I miss you」は、1991年に放送されたドラマ『逢いたい時にあなたはいない…』のイメージソングである[4]。高橋のデビュー曲でもあり、シングルと同音源が収録されている[3]。
- 高橋がリリースしたCDで、初めてジャケットに高橋の顔が掲載されたCDである[3]。
- 第34回日本レコード大賞において、この曲で新人賞を受賞している[5]。

## 収録曲
1. もう一度逢いたくて [3:38]
作詞・作曲：並河祥太、編曲：森英治
  - 日本テレビ系連続テレビドラマ『悪女』挿入歌
2. P.S. I miss you [4:50]
作詞：柚木美祐、作曲：渡辺博也、編曲：鳥山雄司
  - フジテレビ系連続テレビドラマ『逢いたい時にあなたはいない…』イメージソング
3. もう一度逢いたくて/オリジナルカラオケ [3:38]
4. P.S. I miss you/オリジナルカラオケ [4:47]

## スタッフクレジット
- ディレクター：矢部敦志[2]
- エンジニア：大野進[2]
- スペシャルサンクス：パロメミュージック[2]

## 収録アルバム
| バージョン    | 収録アルバム                                            | 発売日         | 規格品番  | トラック番号 |
| ------------- | ------------------------------------------------------- | -------------- | --------- | ------------ |
| （原曲）      | 『EYES 〜「悪女(わる)」オリジナル・サウンドトラック〜』 | 1992年6月10日  | KTCR-1154 | #10          |
| （原曲）      | 『月物語 〜臥待月〜』                                   | 1995年         | TM-NK05   | #9           |
| （原曲）      | 『GOLDEN☆BEST 高橋洋子』                                | 2004年2月25日  | UICZ-6055 | #14          |
| （原曲）      | 『Hello & Goodbye 〜出逢いと別れの季節に〜』            | 2006年2月22日  | UICZ-8001 | #10          |
| （原曲）      | 『高橋洋子 ベスト10』                                   | 2007年1月17日  | UPCY-9080 | #2           |
| （原曲）      | 『エッセンシャル・ベスト 高橋洋子』                     | 2007年12月19日 | UPCY-9143 | #2           |
| （原曲）      | 『PURE LOVE II 〜winter romance〜』                     | 2008年1月23日  | UICZ-8035 | #14          |
| （原曲）      | 『高橋洋子 ベストセレクション』                         | 2008年11月7日  | TRUE-1004 | #7           |
| （原曲）      | 『あの日の恋のうた』                                    | 2009年7月15日  | UICZ-8057 | #9           |
| Album Version | 『ピチカート』                                          | 1992年10月21日 | KTCR-1190 | #2           |
| Album Version | 『BEST PIECES』                                         | 1996年1月25日  | KTCR-1359 | #5           |

## カバー
| 歌手     | 収録アルバム                                            | 発売日        | 規格品番  | トラック番号 |
| -------- | ------------------------------------------------------- | ------------- | --------- | ------------ |
| 並河祥太 | 『EYES 〜「悪女(わる)」オリジナル・サウンドトラック〜』 | 1992年6月10日 | KTCR-1154 | #5           |